# Крик об опасности
«Крик об опасности» (англ. Cry Danger) — фильм нуар режиссёра Роберта Пэрриша, вышедший на экраны в 1951 году.
Сценарий фильма написал Уильям Бауэрс по истории Джерома Кэйди. Фильм рассказывает об отбывавшем пожизненный срок за ограбление и убийство герое (Дик Пауэлл), которого через пять лет выпускают из тюрьмы после того, как нашёлся свидетель, обеспечивший ему алиби, как выясняется ложное. Приехав в Лос-Анджелес, он решает добиться восстановления своего доброго имени и освобождения своего друга, который был осуждён по тому же делу, а также найти истинных преступников и похищенные ими деньги. В увлекательной кульминации герой узнаёт факты, которые вынуждают его кардинально пересмотреть своё отношение к некоторым близким ему людям.
Фильм относится к категории нуаров, посвящённых теме восстановления справедливости в отношении подозреваемого или несправедливо осуждённого. К этой многочисленной категории относятся такие фильмы, как «Леди-призрак» (1944), «Чёрный ангел» (1946), «Чёрная полоса» (1947), «Звонить Нортсайд 777» (1948) и «Дом незнакомцев» (1949).

## Сюжет
Рокки Маллой (Дик Пауэлл), вышедший на свободу после пятилетнего тюремного заключения, прибывает на вокзал Лос-Анджелеса, где его встречают детектив, лейтенант полиции Гас Кобб (Реджис Туми), который в своё время вёл его дело, и некто Делонг (Ричард Эрдман), морской пехотинец, уволенный в запас после потери ноги.
Втроём они заходят в бар, чтобы поговорить. Выясняется, что Рокки был приговорён к пожизненному тюремному заключению за ограбление и убийство, которые, по его словам, он не совершал. Однако заявление Делонга о том, что в момент преступления он видел Рокки в баре, привело к отмене приговора, и Рокки выпустили на свободу. По утверждению Делонга, он сделал своё заявление только через пять лет потому, что на следующий день после преступления вышел в море, и не знал о том, что Рокки был осуждён. Тем не менее, Гас уверен в том, что Рокки знает, где находятся похищенные во время ограбления 100 тысяч долларов, и перед уходом предупреждает Рокки, что будет следить за ним 24 часа в стуки. Оставшись наедине, Делонг признаётся Рокки, что на самом деле он не видел того в баре, а выяснил все подробности дела из газет. Делонг просит Рокки поделиться частью от 100 тысяч за то, что он обеспечил ему алиби. Рокки язвительно констатирует: «Жаль, что не нашлось „морпеха с алиби“ для моего друга Дэнни Моргана», который продолжает отбывать 6-летнее тюремное заключение за соучастие в ограблении. На вопрос Делонга, где деньги, Рокки отвечает, что у него их нет, но он знает, кто их взял. Рокки и Делонг на машине последнего направляются в захудалую часть Лос-Анджелеса, в мотель «Кловер-парк», в котором сдаются в аренду дешёвые вагончики для жилья. Найдя менеджера мотеля Уильямса (Джей Адлер), Рокки арендует вагончик за 10 долларов в неделю, в котором поселяется вместе с Делонгом. Вскоре они знакомятся с загорающей на территории мотеля молодой девушкой по имени Дарлин (Джин Портер), которая уже знает, что у Рокки где-то припрятаны 100 тысяч долларов. Затем их встречает Уильямс, озабоченно сообщающий, что к нему уже приходили копы с вопросами, и просит не создавать проблем в его мотеле. Рокки приходит в вагончик, в котором живёт красавица Нэнси Морган (Ронда Флеминг), жена его друга Дэнни Моргана. Они нежно обнимаются, и Рокки обещает ей вытащить Дэнни из тюрьмы и доказать его невиновность. Нэнси в свою очередь замечает, что, может быть, не стоит рисковать, и пусть он спокойно досидит оставшиеся полгода. Вечером во время разговора выясняется, что в своё время у Рокки и Нэнси был роман, и он сам познакомил её с Дэнни. Нэнси даёт понять, что она не прочь вернуться к Рокки, однако он вежливо, но твёрдо отказывается. Возвращается пьяный Делонг, рассказывающий, что он пошёл с Дарлин в бар, где она с помощью бармена его опоила, а затем украла все его деньги. После этого он подрался с барменом, который в результате угодил в больницу. Нэнси уходит спать, а вскоре появляется полиция с намерением задержать Делонга за избиение человека. Однако Рокки легко остужает их пыл, говоря, что бармен и Дарлин напоили и ограбили заслуженного морпеха, имеющего боевые награды. После его слов полиция решает удалиться. Утром Рокки на машине Делонга направляется в бар «Лос-Аламос», сотрудники которого узнают его и пропускают в кабинет Луи Кастро (Уильям Конрад), управляющего этим заведением. Угрожая оружием, Рокки отбирает у Кастро пистолет, а затем просит сесть. Он говорит, что пришёл получить компенсацию за пять лет, проведённых им в тюрьме по вине Кастро. Он требует половину от похищенного — именно столько предлагал ему Кастро за участие в ограблении, но тогда Рокки отказался от этого предложения. Рокки даже соглашается простить набежавшие проценты и готов получать деньги в рассрочку по 10 тысяч в год в течение пяти лет. Кастро пытается быть дружелюбным и соглашается с условиями Рокки, однако замечает, что сегодня он «на 60 % легален» и ему трудно достать столько наличных за короткое время. Для начала он даёт Рокки 500 долларов, и говорит, что если сделать правильную ставку на скачках, о которой он сообщит ему сегодня в течение дня, он получит выигрыш из расчёта 8 к 1, что составит 4 тысячи долларов. За выходящим из бара Рокки следит неотступно следующий за ним Гас. Когда Рокки приезжает в «Кловер-парк», кто-то стреляет в него из-за угла, но явно неточно. Комментируя выстрел, Делонг говорит, что, видимо, Рокки подобрался близко к деньгам, и его выследили. Далее он говорит, что Нэнси явно запала на Рокки, а Рокки, похоже не равнодушен к ней, однако тот отвечает, что она для него под запретом. На следующее утро во дворе мотеля Делонг в компании с Дарлин, которая пообещала ему бросить воровать, начинает пить, замечая: «Если выпивать за день столько, сколько я, надо начинать с самого утра». Когда Рокки просит Делонга разрешения воспользоваться его машиной, тот замечает: «Имей в виду, он не бронированная», намекая на вчерашние события. Перед отъездом Рокки заходит к Нэнси, которая просит его быть осторожным и бросить это дело. «Ты выглядишь довольно живым, и хотелось бы это сохранить», — говорит она. Он отвечает, что не отступит, пока не восстановит своё доброе имя и доброе имя Дэнни. Она просит не беспокоиться о Дэнни, который выйдет на свободу через полгода, но Рокки стоит на своём. Вместе они выезжают в город, Рокки довозит её до работы, а сам направляется в дом Артура Флетчера, на основании лжесвидетельства которого они с Дэнни были осуждены. Рокки находит квартиру Флэтчера, ему открывает дверь молодая чувственная дама Элис (Джоан Бэнкс), вдова Флетчера. Она рассказывает, что её муж умер два года назад от инфаркта, хотя ему было всего 43 года. Рокки узнаёт, что вскоре после суда Флетчер получил 5000 долларов наличными, но от кого они поступили, она не знает. Она говорит: «Флетчер бы умер от шока, если бы узнал, что ты вышел на свободу». Затем замечает: «Не проведём же мы остаток жизни в разговорах о мёртвых мужьях и ограблениях», намекая на продолжение отношений. Они почти целуются, но когда Рокки просит разрешения позвонить Кастро (чтобы выяснить, где и на какую лошадь сделать ставку), настроение Элис резко меняется, и она просит его немедленно удалиться. Рокки приезжает в указанный Кастро сигарный киоск в гостинице, где принимают подпольные ставки, ставит 500 долларов на указанную лошадь (не заметив, что забег с её участием уже состоялся), затем в кабинете Кастро следит по радио за скачками, убедившись, что его лошадь победила. После этого он едет в указанный Кастро магазин, где в подсобке получает 4000 долларов выигрыша наличными. Рокки возвращается в вагончик с подарками для каждого, он даёт Делонгу 1000 долларов в качестве его доли, а затем приглашает его, Нэнси и Дарлин в ресторан. Наедине Делонг рассказывает Рокки, что Нэнси постоянно интересуется всем, что тот делает, и, «похоже, она интересуется не столько тобой лично, сколько тем, что ты можешь раскрутить». В ресторане Гас наблюдает за тем, как Рокки танцует с Нэнси, Они вспоминают прошлое, Нэнси замечает, что в своё время трижды предлагала Рокки пожениться. Когда все четверо садятся за стол, к ним подходит Гас. Он перечисляет траты, которые произвёл Рокки за последние несколько часов, говоря, что все его расходы оплачены деньгами с того ограбления. Рокки отдаёт Гасу остаток денег и просит Делонга сделать то же самое (его деньги к тому времени уже украла Дарлин, и их находят в её сумочке). Чтобы объяснить, откуда он взял деньги, Рокки едет с Гасом в сигарный киоск, однако там работает совсем другая продавщица, которая ничего не знает ни о каких ставках. Затем они направляются в магазин, где Рокки получал выигрыш, но и там никто его не узнаёт, а дверь в подсобку заложена кирпичом. После этого Гас привозит Рокки в участок и оттуда звонит Кастро с просьбой сообщить, был ли у него Рокки сегодня. Когда Кастро отвечает, что не был, Гас понимает, что тот врёт, так как сам видел там Рокки. Рокки говорит, что это был специально разработанный план, чтобы повесить на него украденные деньги. Гас отвечает, что ждал пять лет, чтобы эти деньги проявились. Он отпускает Рокки, говоря: «Иди, продолжай создавать суету, а мы посмотрим, что из этого получится». Когда Кастро заходит в свой кабинет, Рокки неожиданно бьёт его по голове и начинает избивать. Рокки говорит, что тот ошибся, не заметив, что Гас был в его клубе, и кроме того, Рокки знает, что Флетчер получил от него 5000 долларов за лжесвидетельство. Выбив из Кастро согласие отдать ему завтра утром все 100 тысяч долларов, Рокки уходит. Рокки возвращается в «Кловер-парк», где его поджидают в засаде двое бандитов с ружьём. Однако им не удаётся выстрелить в него в тот момент, когда он расплачивается с таксистом и заходит в вагончик. Нэнси обеспокоенно говорит, что Рокки слишком сильно рискует, и кроме того, если он добьётся досрочного освобождения Дэнни и восстановления его доброго имени, «для Дэнни всё станет только сложнее». Когда Рокки утверждает, что уже близок к цели и теперь не остановится, она замечает: «Рокки поможет друзьям, даже если это их убьёт». Направляясь в бар, Делонг и Дарлин выезжают на его машине с территории мотеля. Полагая, что это машина Рокки, бандиты её расстреливают, в результате чего она попадает в аварию. Дарлин гибнет на месте, а Делонг с тяжёлыми ранениями попадает в больницу. Рокки приезжает к Делонгу, где встречает Гаса. Тот даёт Рокки понять, что знал о том, что алиби Делонга фальшивое, однако решил воспользоваться им, чтобы выпустить Рокки и с его помощью выйти на похищенные деньги, и даже заручился на этот счёт поддержкой прокурора. Гас вызывает Кастро на допрос в свой кабинет, где тот видит Рокки и Нэнси. Отпустив их, Гас спрашивает у Кастро об алиби на момент убийства Дарлин. Тем временем Рокки отвозит Нэнси в «Кловер-парк», а сам, несмотря на её протесты, куда-то уезжает. Когда Кастро выходит из участка и садится в свой автомобиль, Рокки с заднего сиденья угрожает ему оружием. Они едут в клуб, проходят в кабинет, где Рокки заставляет Кастро лечь на стол. Затем он оставляет в барабане револьвера один патрон и приставляет его к голове Кастро. Он требует сказать, где находятся украденные 100 тысяч долларов, в противном случае будет нажимать на курок каждые несколько секунд. После двух щелчков, у Кастро не выдерживают нервы, и он сознаётся, что половина награбленного находится у него в сейфе. Предупредив, что если Рокки узнает всю правду, это разрушит его отношения с лучшими друзьями, Кастро рассказывает, что хотя Рокки отказался от участия в ограблении, Дэнни согласился, и во время ограбления именно он убил охранника. А Флэтчер за 5000 долларов согласился опознать и Рокки, и Дэнни. Далее Кастро говорит, что вторая часть денег находится у Нэнси. По его словам, Нэнси следила за Рокки и обо всём ему докладывала. Наставив на Кастро пистолет, Рокки требует, чтобы тот позвонил Коббу. Однако Кастро, делая вид, что звонит в полицию, на самом деле набирает номер своих сообщников и вызывает их на подмогу. Рокки догадывается о его уловке, и сам звонит в полицию, чтобы можно было задержать сразу всю банду. Вскоре к бару подъезжают двое бандитов с оружием, а сразу вслед за ними — полицейские на нескольких машинах. Начинается перестрелка, в ходе которой бандитов задерживают. Зашедшему в кабинет Гасу Рокки сообщает, где хранится половина денег, но не говорит, где находится вторая. Рокки приезжает в «Кловер-парк» и заходит к Нэнси. Взволнованная, она предлагает бежать вместе, говоря, что у неё есть деньги — доля Дэнни от ограбления. Она не говорила о них никому, потому что боялась Кастро, но теперь они могут забрать деньги и вместе бежать. Она говорит, что деньги спрятаны в чемодане в подвале у Уильямса. Рокки признаёт, что любит её, они целуются. Затем он уходит, якобы для того, чтобы собрать вещи для побега. Во дворе он встречает Гаса, сообщая тому, где хранятся деньги, и что Нэнси собирает вещи, и её скоро можно забирать. Со словами «я чувствую себя отвратительно» Рокки уходит вниз по улице.

## В ролях
- Дик Пауэлл — Рокки Маллой
- Ронда Флеминг — Нэнси Морган
- Ричард Эрдман — Делонг
- Уильям Конрад — Луи Кастро
- Реджис Туми — детектив, лейтенант Гас Кобб
- Джин Портер — Дарлин ЛаВонн
- Джей Адлер — Уильямс, менеджер на парковке трейлеров
- Джоан Бэнкс — Элис Флетчер
- Хай Эвербэк — Гарри, букмекер
- Энн Тиррелл — женщина в квартире 201 (в титрах не указана)

## Создатели фильма и исполнители главных ролей
В 1930-е годы режиссёр Роберт Пэрриш впервые появился в кино как актёр-ребёнок, сыграв небольшие роли в фильмах «На Западном фронте без перемен» (1930), «Огни большого города» (1931) Чарли Чаплина, а также во многих фильмах Джона Форда, в частности, «Осведомитель» (1935). В течение 1930-х годов Пэрриш в разных качествах принимал участие в работе над многими фильмами Форда, включая «Молодой мистер Линкольн» (1939), «Дилижанс» (1939) и «Гроздья гнева» (1940). Прежде чем обратиться к режиссуре, Пэрриш как монтажёр был удостоен Оскара за фильм нуар «Тело и душа» (1947) и номинации на Оскар — за фильм «Вся королевская рать» (1949). По мнению журнала TimeOut, как режиссёр «Пэрриш поставил один шедевр — вестерн „Чудесная страна“ (1959), один почти шедевр — военную драму „Лиловая равнина“ (1954) и целую галерею увлекательных, умных картин, прежде чем погрузиться в свингующие британские 1960-е годы». К числу лучших картин Пэрриша относятся также фильм нуар «Мафия» (1951), вестерн «Оседлай ветер» (1958), мелодрама «На французский манер» (1963) и фантастическая драма «Путешествие по ту сторону Солнца» (1969).
В 1930-е годы Дик Пауэлл добился популярности как исполнитель ролей в музыкальных комедиях, однако с середины 1940-х годов перешёл в жанр фильм нуар. В 1944 году он исполнил роль знаменитого частного детектива Филиппа Марлоу в чрезвычайно успешном фильме «Убийство, моя милая», за которым последовала главная роль картине «Загнанный в угол» (1945). Вслед за этим он снялся в фильмах нуар «Джонни О'Клок» (1947), «До края земли» (1948) и «Западня» (1948), а в 1950-е годы — в историческом криминальном триллере «Высокая мишень» (1951) и оскароносной драме о мире кинобизнеса «Злые и красивые» (1952). Ронда Флеминг сыграла роли второго плана в таких заметных фильмах нуар, среди них «Заворожённый» (1945), «Винтовая лестница» (1945), «Из прошлого» (1947), «Инферно» (1953), «Пока город спит» (1956), «Убийца на свободе» (1956) и многих других.
Первым фильмом Джозефа Бирока в качестве оператора была знаменитая рождественская сказка режиссёра Фрэнка Капры «Эта прекрасная жизнь» (1946), вслед за «Криком об опасности» снял первый в истории 3D фильм, «Дьявол Бваны» (1952). Как оператор Бирок был номинирован на Оскар за психологический триллер «Тише, тише, милая Шарлотта» (1964) и удостоен Оскара за экшн-триллер «Вздымающийся ад» (1974).

## Оценка фильма критикой

### Общая оценка фильма
Фильм получил умеренно позитивные отзывы критики, оценившей его экономичность, увлекательный характер и хороший темп. После выхода фильма на экраны журнал Variety отметил, что «этот фильм содержит все составляющие захватывающей мелодрамы», а «Пэрриш, который в недавнем прошлом был известен как монтажёр, сильно показал себя и как режиссёр». Босли Кроутер написал в «Нью-Йорк таймс», что если вы «ищите волнения и напряжённости» или хотите «немного посмеяться», «тогда рекомендую посмотреть эту очень неплохую подборку надуманных фантазий под названием „Крик об опасности“». Кроутер отмечает, что хотя «это не самая правдоподобная история», однако «под руководством Пэрриша она сыграна чётко, и в итоге доставит большое удовольствие — в том случае, если вы ищите крутую мелодраму с экшном и некоторым количеством достаточно хороших шуток… Обычно в картине о мести и убийстве не найдёшь особых причин для смеха. Но здесь сценарист Уильям Бауэрс нашёл место для нескольких забавных и язвительных строк».
Позднее журнал TimeOut пришёл к выводу, что главной темой этого фильма является «тема человека, который ищет не столько себя, сколько своё место в жизни, и в режиссёрском дебюте Пэрриша эта тема скрыта под оболочкой низкобюджетного триллера… Снятый за 22 дня, фильм относится к тому типу, в котором, когда очаровательной Флеминг говорят, что на ужине будут гости, она с улыбкой отвечает: „Хорошо, подолью в суп воды“… Это быстрое, ясное и лаконичное наслаждение». Деннис Шварц назвал фильм «более чем добротным, живым и быстрым низкобюджетным фильмом нуар» и «сильной историей о мести». Он обратил внимание на то, что это необычный фильм нуар, поскольку «снят с большим количеством света, а главный персонаж не наполнен мраком, как обычно бывает в этом жанре». Критик пишет: «Это восхитительный стремительный фильм, где главный персонаж разочарован в своих ошибках, которые он совершил, и сожалеет о пяти потерянных годах жизни; но он спокойно действует в одиночку и меняет свою жизнь, восстанавливая своё доброе имя». Эмили Соарес называет картину «экономичным и сильным фильмом нуар, снятым на низком бюджете за 22 дня», который посвящён «обиженному человеку, который хочет отомстить». Крейг Батлер замечает, что хотя эту картину «иногда называют фильмом нуар, на самом деле она не относится к этой категории; это в большей степени криминальный триллер с нуаровыми обертонами». Далее он пишет: «Хотя это и не высококлассная картина, но это вполне удовлетворительный, отточенный, аккуратный маленький фильм, который достигает того, что хотел с минимальной суетой и на достойном стилистическом уровне… Достоинством картины является сильная постановочная работа Роберта Пэрриша».

### Сюжет и основная тема фильма
По словам Батлера, «завязка картины хорошо знакома: невинный человек после выхода из тюрьмы, вместо того, чтобы просто спокойно жить, решает восстановить своё доброе имя и имя своего несправедливо обвинённого друга. Такая завязка часто наводит на мысль о фильме в жёстком и мощном стиле». Однако, пишет Батлер, в этом фильме «главный персонаж на самом деле не столь крут. Он твёрдо идёт к своей цели, но он также готов повеселиться, посетить бывшую возлюбленную и создать для себя нормальную жизнь». Батлер заканчивает: «Создаётся такое ощущение, что когда он восстановит своё доброе имя, этот человек поселится в типовом пригородном доме с уютной женой, двумя детьми и собакой, и будет жить счастливо оставшуюся жизнь — что не типично для героя фильма такого типа». Такой подход можно рассматривать и «как плюс, и как минус», так как, с одной стороны, это позволяет по-новому взглянуть на известный тип героя, но, с другой стороны, это «мешает публике поверить в его целеустремлённость».
Шварц полагает, что «фильм является примером большой темы, которая вдохновила многие фильмы Пэрриша, поставленные позже — это тема обременённого проблемами человека, который ищет своё место. Его герой — это тип сильной личности, который достаточно умён, чтобы не повторять прежние ошибки, и он понимает, что ему надо изменить свою жизнь, чтобы жить лучше».

### Характеристика актёрской работы
Игра всех актёров получила высокую оценку. По мнению Кроутера, «Пауэлл играет Рокки с налётом дерзкой, самоуверенной твёрдости, которая вселяет уверенность в его способность разыскать подлых персонажей, которые указали на него как на козла отпущения в большом ограблении и убийстве». Батлер считает, что «Пауэлл превосходно играет свою роль, и фактически тащит фильм на своих плечах». Соарес добавляет, что «хотя Дик Пауэлл заслуживает наивысших актёрских почестей, Ричард Эрдман также выделяется в роли Делонга, пьющего героя войны». По словам Кроутера, молодой актёр Ричард Эрдман «выжимает максимум из своей роли неразборчивого в средствах бывшего морского пехотинца с деревянной ногой, который хочет быстро разбогатеть. Естественно, у него нет моральных принципов, но он точно обладает яркой индивидуальностью». Батлер полагает, что «Пауэлл получает чудесную поддержку со стороны Ричарда Эрдмана и хорошую поддержку со стороны Реджиса Туми. Ронда Флеминг не настолько сильна, как хотелось бы, но она не портит картину». С другой стороны, Кроутер считает, что «в качестве главного женского интереса Ронда Флеминг на полную силу использует своё обаяние, а Джин Портер занимательна в качестве блондинки-карманницы. Уильям Конрад играет бандита с елейным наслаждением». TimeOut выделяет «отличных актёров второго плана, таких как молодой и худой (для себя) Уильям Конрад и Джей Адлер». По словам Соарес, «Конрад создаёт великолепный образ грубого злодея, типаж, с которым он превосходно справлялся, прежде чем перейти на другую сторону закона, когда стал звездой популярного телесериала „Кэннон“ в 1971-76 годах».